# Метаквалон
Метаквалон (англ. Methaqualone, лат. Methaqualonum) — синтетичний лікарський препарат, який є похідним хіназолінону. Застосовується перорально. У більшості країн світу випуск препарату припинений і заборонений до застосування в медицині у зв'язку з швидким виникненням залежності від препарату, а також серйозними побічними ефектами при його застосуванні.

## Історія
Метаквалон уперше синтезований в Індії в 1951 році, початково як експериментальний засіб для лікування малярії. Проте пізніше, у 60-х роках ХХ століття, встановлено, що він має седативний ефект. Частина дослідників вважала, що оскільки метаквалон має відмінну від барбітуратів хімічну структуру, то він не буде викликати звикання та залежності від препарату. У 1962 році метаквалон запатентований у США. У 1965 році він став найпопулярнішим седативним засобом у Великій Британії, особливо в комбінації з димедролом, а в 1972 році шостим за популярністю седативним засобом у США. Метаквалон також став одним із найпопулярніших седативних засобів на вечірках і дискотеках. Проте надалі встановлено, що він має не тільки виражений седативний ефект, а й спричинює швидке виникнення звикання до препарату, наркотичне сп'яніння, а також абстиненцію. Метаквалон також виявив значну токсичну дію на печінку, аж до розвитку цирозу печінки. Усі негативні ефекти препарату посилювались при вживанні його разом із алкоголем. Фіксувалися також смертельні випадки внаслідок передозування метаквалоном. Це призвело до того, що в США у 1985 році заборонили випуск метаквалону. Заборонений він для застосування і у більшості країн світу, зокрема в Індії, Росії, в Україні входить у Список № 2 «Психотропні речовини, обіг яких обмежено» Проте у ряді країн світу, зокрема в ПАР, метаквалон випускається фармацевтичними компаніями, зокрема в комбінації з димедролом.

## Фармакологічні властивості
Метаквалон — синтетичний лікарський засіб, який за хімічним складом є похідним хіназолінону. Механізм дії препарату полягає у активуванні ГАМК-рецепторів у головному мозку та периферичній нервовій системі, що призводить до гальмування активності нервової системи. Це спричинює седативну і снодійну дію препарату, зменшення частоти серцевих скорочень, зниження артеріального тиску, у зв'язку із чим метаквалон початково застосовувався переважно як снодійний засіб. Метаквалон має помірну протисудомну та незначну протикашлеву дію, має здатність посилювати дію інших нейролептичних засобів, анальгетиків та кодеїну. У залежності від дозування та особливостей організму, метаквалон може як підвищувати, так і знижувати статеву функцію. Проте метаквалон спричинює швидке виникнення звикання до препарату, при застосуванні високих доз метаквалону спостерігалось наркотичне сп'яніння, а також смертельні випадки. При застосуванні метаквалону з алкоголем часто спостерігалися випадки абстинентного синдрому, при застосуванні препарату часто спостерігалось ураження печінки. Це призвело спочатку до обмеження обороту метаквалону, а в 1985 році до заборони випуску препарату в США, а пізніше й у багатьох інших країнах світу.

### Фармакокінетика
Метаквалон при прийомі всередину швидко всмоктується та розподіляється в організмі, початок дії препарату спостерігається за 15—30 хвилин після застосування. Точна біодоступність препарату не встановлена. Метаквалон проникає через плацентарний бар'єр та виділяється в грудне молоко. Метаквалон метаболізується у печінці з утворенням неактивних метаболітів. Виводиться препарат з організму переважно з сечею у вигляді метаболітів. Період напіввиведення метаквалону складає від 20 до 60 годин.

## Медичне застосування
У країнах, де був зареєстрований метаквалон, він застосовувався переважно при безсонні, а також при порушеннях засипання і сну, роздратованості, неспокої та психосоматичних розладах.

## Побічна дія
При застосуванні метаквалону побічні ефекти є дуже частими. Найчастішим із них є розвиток фізичної та психологічної залежності від прийому препарату. Періодично при застосуванні препарату спостерігаються нудота, блювання та інші диспептичні явища. При застосуванні високих доз препарату спостерігається ураження печінки, аж до розвитку цирозу печінки. Передозування препарату призводить до зупинки дихання, делірію, коми та смерті.

## Немедичне застосування
Метаквалон застосовувався як рекреаційний наркотик, особливо в танцювальних клубах США. Часто застосовувався у суміші з алкогольними напоями, а також із кокаїном, і така суміш, за спогадами людей, які її вживали, давала відчуття нереальності, найбільш потрібного для виникнення клубної атмосфери. Після заборони в більшості країн світу його легального використання він залишився популярним засобом для клубного використання, і досі легально виробляється в ПАР, де також залишається популярним рекреаційним наркотиком. В Індії, де метаквалон офіційно заборонений, він залишається також одним із найпопулярніших рекреаційних наркотиків. Окрім того, Індія є одним із значних постачальників нелегального метаквалону на підпільні ринки світу, разом із країнами Латинської Америки (зокрема, Колумбією), Китаєм і Таїландом.